# Medulla (banda)
Medulla é uma banda de rock brasileira formada em 2005 no Rio de Janeiro. As composições da banda focam em temas habituais, estabelecendo uma filosofia musical que engloba diversos públicos. "A cada EP exploramos novos discursos e conteúdos, mas geralmente usamos em letras fatos do cotidiano popular. Afinal, somos um grupo pop, alternativos", conta  Keops.
Em 2005 a banda lançou seu primeiro álbum "O Fim da Trégua" pela gravadora Sony/BMG. Álbum que destacou a banda como revelação do festival Abril Pro Rock, pelo jornal O Globo, e Diário de Pernambuco, e levou a convites de shows em diversas capitais do país.
Depois de seu álbum de estréia, O Fim da Trégua, a banda teve a ideia de lançar seus trabalhos em formatos compactos contendo entre duas e quatro músicas, produzidos e divulgados em diversos formatos de suporte (internet, fita cassete, DVD, pendrive, etc.). Em 2014, foi lançado o "MVMT", também referido como "Compilação MVMT" ou simplesmente "Medulla", álbum reunindo todas as músicas lançadas nos compactos até então. Em 2015, anunciou o lançamento de um novo disco O álbum, nomeado "Deus e o Átomo" foi lançado em 2016. Em 2018, a banda anunciou nas redes sociais uma pausa nas atividades, entrando em hiato por tempo indeterminado.
No início de 2020, foi anunciado um show especial de reencontro com os fãs, junto ao Supercombo, que foi adiado por conta da Pandemia de COVID-19, e só pôde ser realizado no início de 2022. Após o show, a banda anunciou datas para a turnê "O Reencontro do Movimento", passando por diversas cidades no Brasil. A repercussão positiva dos shows de reencontro motivou o grupo a tornar a reunião definitiva, seguindo em atividade desde então. Em junho de 2023, a banda anunciou nas redes sociais a saída do baixista Tuti AC.

## Membros
- Keops (voz)
- Raony (voz)
- Alex Vinícius (guitarra)

### Ex-integrantes:
- Tuti Camargo (baixo)
- Dudu Valle (compositor e guitarra - formação anterior)
- Alan Lopes (guitarrista - formação anterior)
- Daniel Martins (baterista - formação anterior)
- Rodrigo Silva (baixista - formação anterior)

## Discografia

### Álbuns
- 2005 - O Fim da Trégua
- 2014 - MVMT (Compilação)
- 2016 - Deus e o Átomo

### EP
- 2008 - Akira EP
- 2009 - Talking The Machine EP
- 2010 - Capital Erótico EP
- 2013 - O Homem Bom EP

### Videoclipes
- O Novo
- Gosto de guarda-chuva (Webclip)
- Movimento Barraco
- Eterno Retorno
- Paralelo ao Chão
- Bom te ver (Webclip)
- Abraço
- Deus
- O Segredo
- Um Leão por Dia